# Tierpark Chemnitz
Koordinaten: 50° 49′ 6″ N, 12° 50′ 6″ O
Der Tierpark Chemnitz ist ein Tierpark im sächsischen Chemnitz. Er wurde 1964 gegründet. Anfangs lag der Schwerpunkt auf der Tierwelt der damaligen Sowjetunion. Mittlerweile widmet sich der Tierpark dem Erhalt bedrohter Tierarten. Der Park liegt im Westen der Stadt Chemnitz in einem ehemaligen Sumpfgelände im Stadtteil Reichenbrand. Das etwa 10 Hektar große Gelände beherbergt etwa 1000 Individuen aus rund 200 Tierarten. Die Besucherzahl lag 2014 einschließlich des Wildgatters Oberrabenstein bei 178.233.

## Anlagen
Das 1996 eröffnete Vivarium beherbergt mit rund 80 Amphibienarten eine in Europa einzigartige Sammlung. Im Jahr 2015 gelang hier die erste erfolgreiche Nachzucht der kaum erforschten Kleinen Winkerfrösche in einem deutschen Zoo.
2002 eröffnete der Tierpark ein Tropenhaus. Dafür wurde die Kantine einer benachbarten Industriebrache umgebaut.
Der im Mai 2005 angekommene und im Oktober 2018 verstorbene Angola-Löwe Malik galt als Attraktion. Malik ist im Leipziger Zoo geboren worden. Seine Aufzucht wurde in der Fernsehsendung Elefant, Tiger & Co. dokumentiert. Am 21. Juni 2007 wurden er und das Weibchen Kimba, die aus dem Zoo Halle (Saale) stammt, in ein neues Gehege am Eingang des Tierparks überführt.
Maliks Tod war Anlass, die Löwenhaltung im Tierpark zu beenden. Die nun leerstehende Löwenanlage wurde mithilfe des Fördervereins Tierparkfreunde Chemnitz e.V. in eine Hyänenanlage umgebaut, die 2020 eröffnet wurde.
Nach dem Tod der letzten Grizzlybärin stand die Bärenanlage einige Zeit leer. Im Februar 2007 zogen zwei Lippenbärweibchen aus dem Leipziger Zoo ein. Sie wurden 2011 mit Bärenmakaken vergesellschaftet. Zur Zucht der bedrohten Lippenbären kam es in Chemnitz nicht. Der verbliebene Bär Bodo wurde 2018 an den Henry Doorly Zoo in Omaha abgegeben. Damit werden keine Großbären mehr in Chemnitz gehalten.
Mit Prinz-Alfred-Hirsch und Mesopotamischem Damhirsch macht sich der Tierpark seit Langem um die Arterhaltung untypischer bedrohter Zootiere verdient. Aufgrund von Nachzuchtproblemen beim Mesopotamischen Damhirsch verlegte sich der Tierpark 2019 auf die Haltung der in freier Wildbahn ausgestorbenen Vietnam-Sikahirsche. Ein Neubau des Hirschstalls (Baukosten: 345.000 Euro) wurde im Jahr 2015 errichtet.
Auf die Zebraanlage, die zunächst mit Böhm-Steppenzebras besetzt war, zogen Ende 2017 zusätzlich die gefährdeten Hartmann-Bergzebras ein, mit denen sich der Tierpark am Europäischen Erhaltungszuchtprogramm beteiligen will.
Nachdem im Herbst 2016 das Amurtigerweibchen Taiga verstorben war, lebte der Kater Jantar alleine in der Tiger-Anlage. Im Dezember 2017 bezog mit Wolodja aus dem Tiergarten Nürnberg wieder ein zweiter Amurtiger die Anlage. Allerdings wurde der bereits 19-jährige Jantar schon wenige Wochen später eingeschläfert.
In Planung sind eine afrikanische Savanne unter anderem mit Nashörnern, ein Leopardenwald und eine mongolische Steppe mit Kulanen und Kamelen. Das seit 1973 bestehende Wildgatter Oberrabenstein gehört ebenfalls zum Tierpark.
Im Tierpark ereigneten sich mehrere Zwischenfälle mit Raubtieren: Im Januar 2004 verletzte ein Löwe eine Tierpflegerin, im November 2006 tötete das Leopardenweibchen Cleopatra eine andere Tierpflegerin. Dieselbe Leopardin fügte im September 2017 einem Tierpfleger Bisswunden im Gesicht zu.

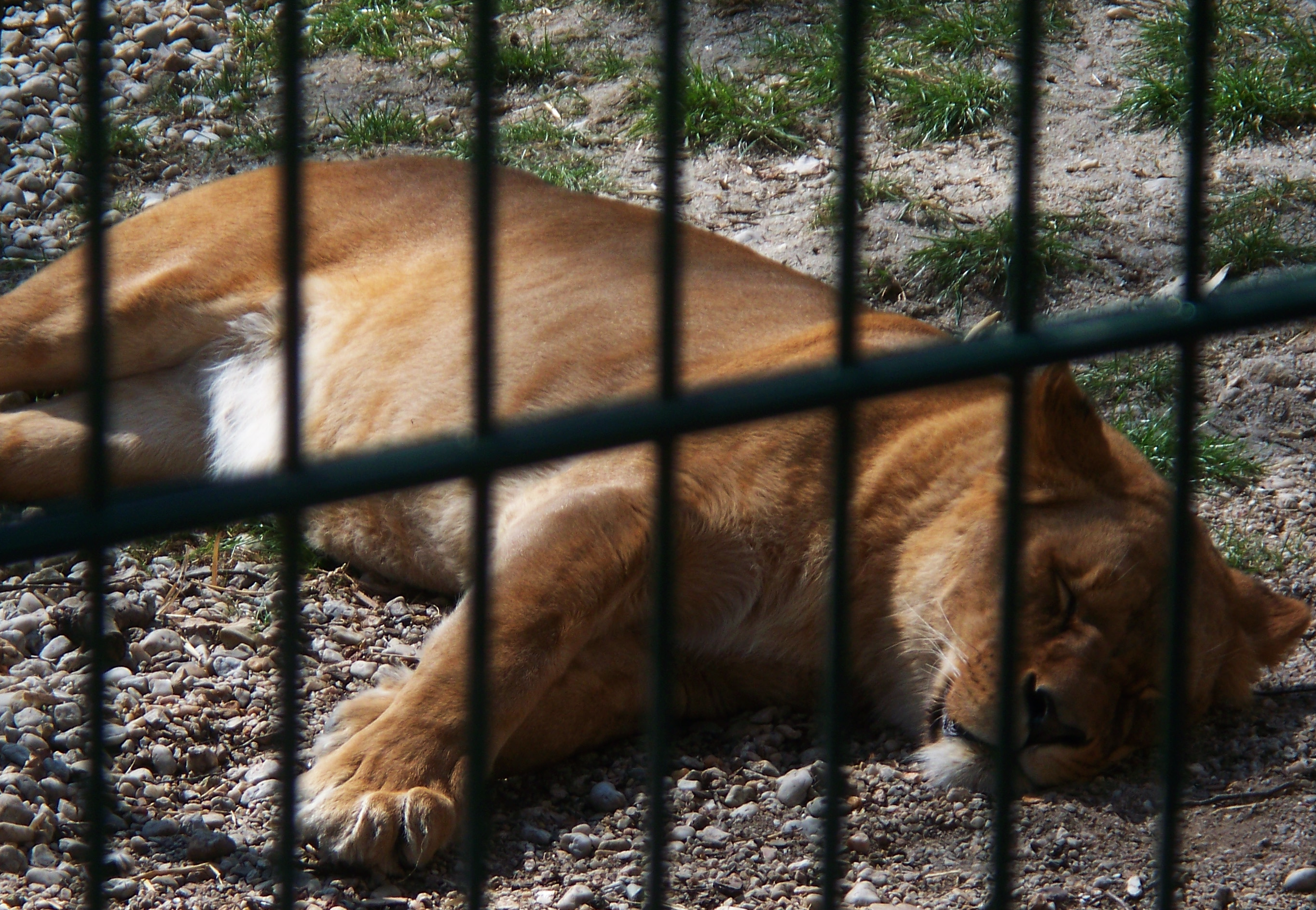
Löwin Kimba
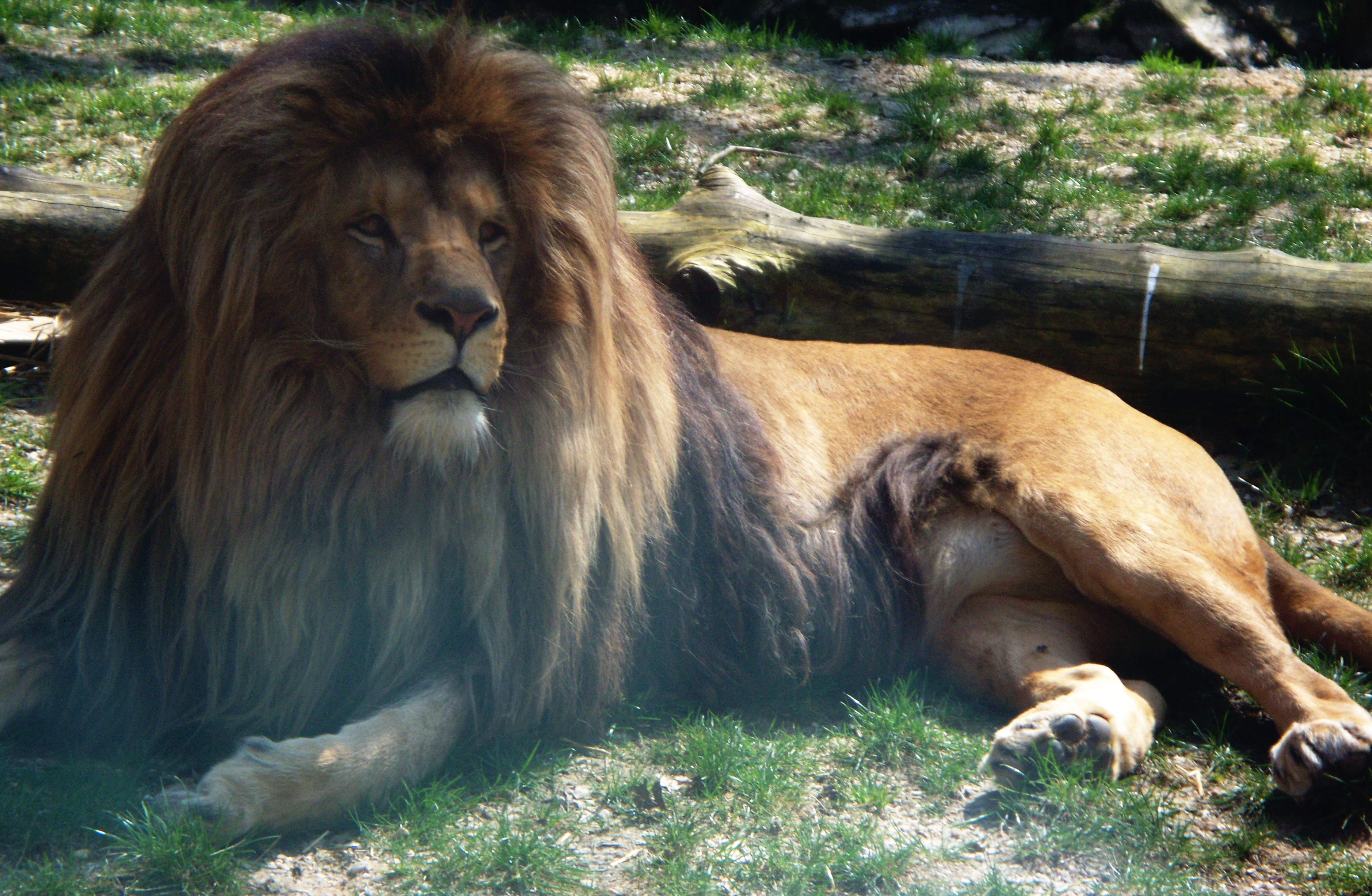
Löwe Malik
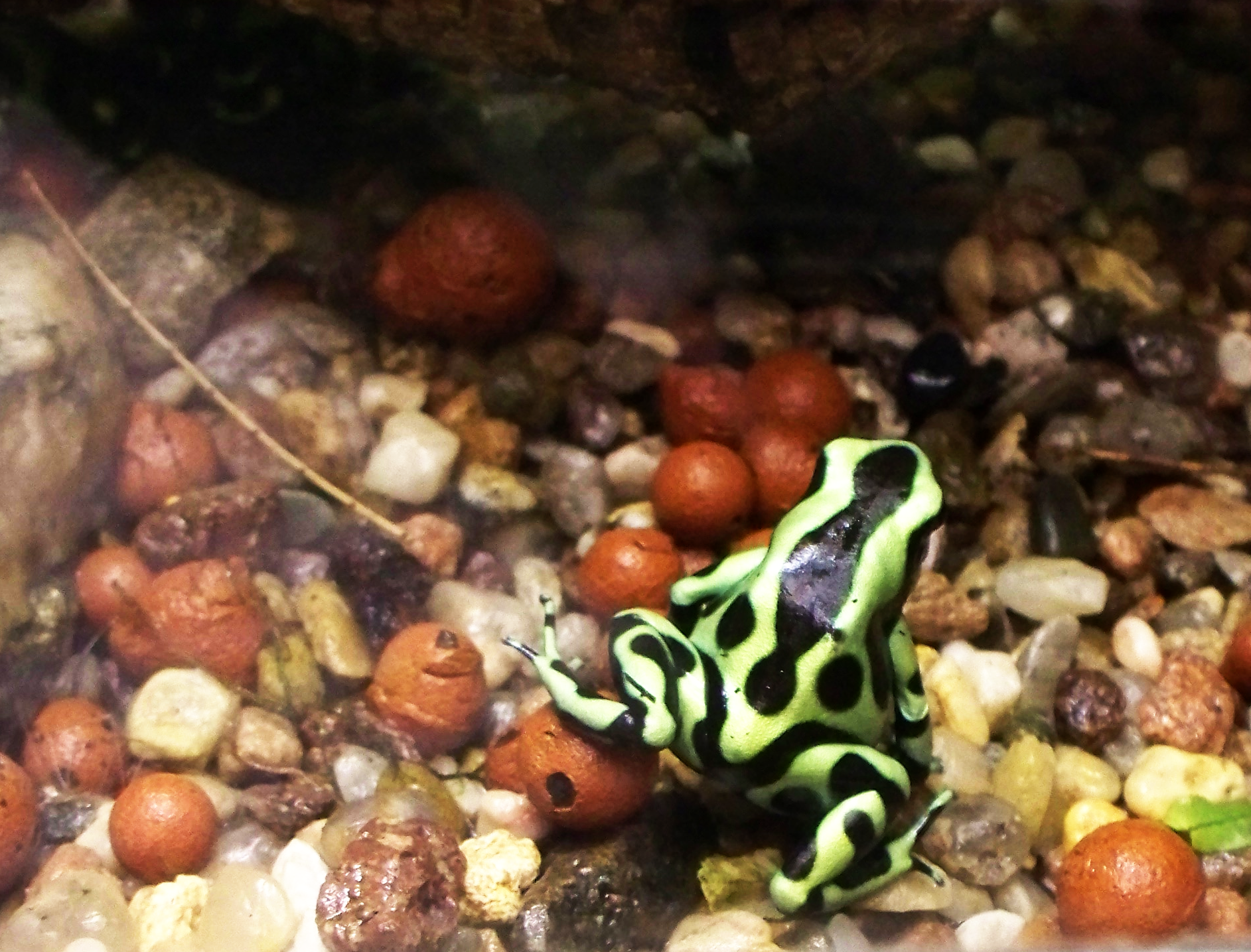
Goldbaumsteiger im Vivarium
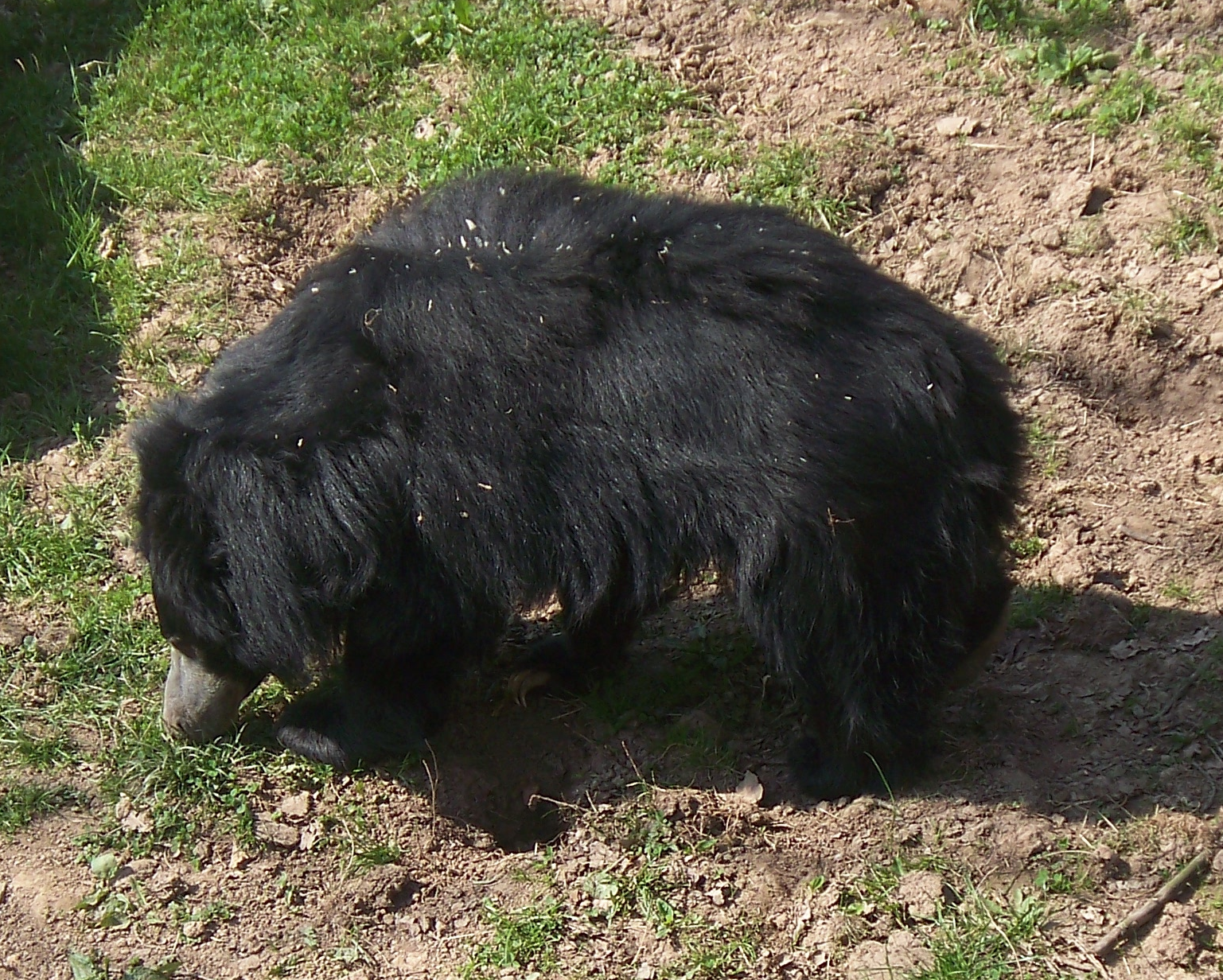
Lippenbär

## Attraktionen
- Tüpfelhyänen
- Sibirische Tiger
- Persische Leoparden
- Tropenhalle unter anderen mit Zwergflusspferden
- Przewalskipferde
- Somaliwildesel
- Tiefland-Anoas
- Vivarium
- Kontaktgehege mit Alpakas, Nandus und Capybaras